# Marcel Chaney
Marcel Chaney est un architecte français, installé à Saint-Nazaire, né à Nantes en 1885 et mort en 1950. Il est l’auteur des plans de plusieurs villas balnéaires de La Baule.

## Biographie
Marcel Théodore Chaney naît à Nantes en 1885. Architecte il s’installe à Saint-Nazaire, où il conçoit les plans du monument aux morts en 1924.
Au début des années 1920, il dessine l’hôtel Les Colombières à La Baule. Il conçoit à La Baule les villas Ar Lourima (1930) et La Belote (1923).
Il reprend les travaux d’agrandissement de la villa du Pouliguen Saint-Kiriec, dessinée en 1873 par François Bougoüin, à la mort de Paul-Henri Datessen en 1938.
Il est également l’auteur de l’hôtel les Colombières, construit entre 1910 et 1913 à La Baule .